# Championnat de Madagascar de football 2022-2023
Navigation
Saison précédente Saison suivante
La saison 2023-2023 du Championnat de Madagascar de football est la 60e édition de la première division malgache et la quatrième sous le nom de Orange Pro League.
Seize clubs sont répartis en deux groupes, les quatre premiers de chaque groupe se retrouvent dans un tournoi à élimination directe pour déterminer le champion de Madagascar.
À l'issue de la saison, le Fosa Juniors FC remporte son deuxième titre de champion.

## Les clubs participants
- COSFA
- Jet Kintana
- ASSM Elgeco Plus
- Fosa Juniors FC
- Tia Kitra
- A Dato FC
- Ajesaia (Bongolava)
- USCA Foot
- Zanak'Ala FC
- Mama FCA
- Disciples FC
- 3FB Toliara
- Centre de formation de football d'Andoharanofotsy
- AS Fanalamanga
- ASA Diana - promu de D2
- Tsaramandroso Formation FC - Promu de D2

## Compétition
Le barème utilisé pour établir le classement est le suivant :
- Victoire : 3 points
- Match nul : 1 point
- Défaite, forfait ou abandon : 0 point

### Première phase
| Rang | Équipe                       | Pts | J  | G  | N | P | Bp | Bc | Diff |
| ---- | ---------------------------- | --- | -- | -- | - | - | -- | -- | ---- |
| 1    | Fosa Juniors FC              | 34  | 14 | 11 | 1 | 2 | 24 | 7  | +17  |
| 2    | COSFA                        | 25  | 14 | 6  | 7 | 1 | 19 | 11 | +8   |
| 3    | Ajesaia                      | 22  | 14 | 6  | 4 | 4 | 18 | 13 | +5   |
| 4    | AS Fanalamanga               | 21  | 14 | 6  | 3 | 5 | 16 | 12 | +4   |
| 5    | ASA Diana P                  | 18  | 14 | 5  | 3 | 5 | 25 | 23 | +2   |
| 6    | USCA Foot                    | 16  | 14 | 5  | 1 | 8 | 14 | 16 | -2   |
| 7    | Tsaramandroso Formation FC P | 9   | 14 | 2  | 3 | 8 | 10 | 24 | -14  |
| 8    | Tia Kitra                    | 7   | 14 | 1  | 4 | 9 | 10 | 30 | -20  |

| Rang | Équipe           | Pts | J  | G | N | P | Bp | Bc | Diff |
| ---- | ---------------- | --- | -- | - | - | - | -- | -- | ---- |
| 1    | ASSM Elgeco Plus | 29  | 14 | 8 | 5 | 1 | 18 | 9  | +9   |
| 2    | CFFA T           | 28  | 14 | 8 | 4 | 2 | 19 | 10 | +9   |
| 3    | Mama FCA         | 21  | 14 | 5 | 6 | 3 | 18 | 15 | +3   |
| 4    | Disciples FC     | 18  | 14 | 5 | 3 | 5 | 24 | 16 | +8   |
| 5    | Zanak'Ala FC     | 17  | 14 | 4 | 5 | 5 | 20 | 22 | -2   |
| 6    | 3FB Toliara      | 14  | 14 | 4 | 2 | 7 | 15 | 24 | -9   |
| 7    | A Dato FC        | 12  | 14 | 3 | 3 | 8 | 11 | 23 | -12  |
| 8    | JET Kintana FC   | 11  | 14 | 3 | 2 | 9 | 11 | 23 | -12  |

### Tournoi final

#### Quart de finale
| Équipe         | Aller | Total | Retour | Équipe           |
| -------------- | ----- | ----- | ------ | ---------------- |
| AS Fanalamanga | 1 - 0 | 2 - 1 | 1 - 1  | ASSM Elgeco Plus |
| Mama FCA       | 0 - 1 | 0 - 1 | 0 - 0  | COSFA            |
| Disciples FC   | 1 - 3 | 3 - 6 | 2 - 3  | Fosa Juniors FC  |
| Ajesaia        | 2 - 2 | 5 - 3 | 3 - 1  | CFFA             |

#### Demi-finale
| Équipe         | Aller | Total | Retour | Équipe          |
| -------------- | ----- | ----- | ------ | --------------- |
| Ajesaia        | 1 - 3 | 2 - 6 | 1 - 3  | Fosa Juniors FC |
| AS Fanalamanga | 0 - 0 | 0 - 0 | 0 - 0  | COSFA           |

Pour départager l'AS Fanalamanga et COSFA, un match d'appui est nécessaire, c'est Fanalamanga qui le gagne 1 à 0 et se qualifie pour la finale.

#### Finale
| 9 juillet 2023 | Fosa Juniors FC | 1 - 0   | AS Fanalamanga |  |
|                |                 | (1 - 0) |                |  |
|                | Rapport         |         |                |  |

## Bilan de la saison
| Championnat de Madagascar de football 2022-2023 |                            |
| Champion                                        | Fosa Juniors FC (2e titre) |
| Coupes et trophées                              |                            |
| Vainqueur de la Coupe de Madagascar 2022-2023   | ASSM Elgeco Plus           |
| Qualifications continentales                    |                            |
| Ligue des champions de la CAF 2023-2024         | aucun                      |
| Coupe de la confédération 2023-2024             | ASSM Elgeco Plus           |
| Promotions et relégations                       |                            |
| Promus en Pro League                            | Inate FC Rouge             |
| Promus en Pro League                            | KFCA Diana                 |
| Relégués                                        | JET Kintana FC             |
| Relégués                                        | Tia Kitra                  |